# Julija Andrejewna Kondakowa
Julija Andrejewna Kondakowa (russisch Ю́лия Андре́евна Кондако́ва, engl. Transkription Yuliya Kondakova; * 4. Dezember 1981 in Leningrad, RSFSR, Sowjetunion) ist eine ehemalige russische Leichtathletin, die sich auf den 100-Meter-Hürdenlauf spezialisiert hat.

## Sportliche Laufbahn
Erste internationale Erfahrungen sammelte Julija Kondakowa im Jahr 2008, als sie bei den Hallenweltmeisterschaften in Valencia in 10,19 s den siebten Platz im 60-Meter-Hürdenlauf belegte. Im Sommer nahm sie über 100 m Hürden an den Olympischen Sommerspielen in Peking teil und schied dort mit 13,07 s in der ersten Runde aus. Im Jahr darauf schied sie bei den Halleneuropameisterschaften in Turin mit 8,08 s im Halbfinale über 60 m Hürden aus und im August schied sie bei den Weltmeisterschaften in Berlin mit 13,00 s im Semifinale über 100 m Hürden aus. Auch bei den Europameisterschaften 2012 in Helsinki schied sie mit 13,32 s im Halbfinale aus. Daraufhin nahm sie an den Olympischen Spielen in London teil und startete 2013 bei den Halleneuropameisterschaften in Göteborg sowie den Weltmeisterschaften in Moskau. 2014 nahm sie an den Hallenweltmeisterschaften in Sopot teil sowie im Sommer an den Europameisterschaften in Zürich. 2018 wurde sie bei einer Nachuntersuchung der Dopingproben aus dem Jahr 2012 des Dopingsüberführt und ab Februar für vier Jahre gesperrt. Zudem wurden all ihre Ergebnisse zwischen 17. Juli 2012 bis 31. Dezember 2014 annulliert.
In den Jahren 2008 und 2009 wurde Kondakowa russische Meisterin im 100-Meter-Hürdenlauf sowie 2009 Hallenmeisterin über 60 m Hürden.

## Persönliche Bestleistungen
- 100 m Hürden: 12,79 s (0,0 m/s), 10. Juni 2008 in Moskau
  - 60 m Hürden (Halle): 8,00 s, 8. Februar 2008 in Moskau